# Alfredo Rojas
Alfredo Hugo Rojas Delinge (Lanús, 20 febbraio 1937 – Buenos Aires, 16 giugno 2023) è stato un calciatore argentino, di ruolo attaccante.

## Caratteristiche tecniche
Giocava come centravanti; facilitato dalla stazza (quasi un metro e ottantacinque d'altezza per più di ottanta chili di peso), attuava un gioco basato prevalentemente sulla fisicità e sul movimento in area di rigore, alla ricerca di palloni da indirizzare verso la porta. Soprannominato El Tanque (carro armato) in virtù della sua corporatura, aveva un tiro potente e un colpo di testa efficace, che gli garantivano un'alta percentuale realizzativa.

## Carriera

### Club
Iniziò la carriera nel Lanús, squadra della sua città d'origine, segnando molto: le quaranta reti realizzate persuasero il Celta a richiederne il prestito per la Primera División spagnola 1958-1959.

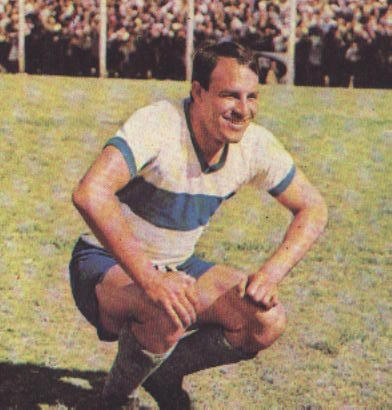
Rojas con la maglia del Gimnasia La Plata

  La prima esperienza all'estero non fu però fruttuosa: al risultato personale non positivo — sole sette presenze, con un gol realizzato — si aggiunse la cattiva stagione della squadra, che al termine del campionato retrocesse. Nonostante questo, Rojas rimase in Spagna, trasferendosi sulle sponde del Guadalquivir, firmando per il Betis di Siviglia. In Andalusia il centravanti mantenne una buona media realizzativa, con il miglior risultato nella stagione 1960-1961: i 10 gol segnati in 21 presenze ne cagionarono il ritorno in Argentina, al River Plate. Nel corso del campionato argentino, però, assommò solamente tre presenze — sufficienti, comunque, a fargli mettere a segno due reti. Impossibilitato a trovare spazio al River, che già si era rinforzato con l'arrivo di Luis Artime, Rojas decise di cambiare squadra, accasandosi al Gimnasia di La Plata. Ritrovata la titolarità, con la nuova maglia l'attaccante segnò più di trenta reti in tre stagioni, superando quota ottanta presenze e divenendo il principale riferimento offensivo del Gimnasia. Nel 1964, il Boca Juniors di Deambrossi decise di acquistare l'attaccante, anche per sopperire al ritiro di Paulo Valentim, centravanti della squadra fino a quel momento. Arrivato alla Bombonera, alla sua seconda stagione vinse il campionato nazionale, sotto la guida di Néstor Rossi, suo ex compagno di Nazionale, e continuò a segnare con regolarità — sfiorando quota cinquanta gol, al momento di lasciare il club. Nel 1968 il presidente Armando gli concesse di andarsene a parametro zero, e Rojas decise di terminare la carriera con l'Universidad Católica di Santiago, in Cile.

### Nazionale
In Nazionale la sua carriera spaziò per quasi dieci anni — seppur racimolando solo quindici presenze. Convocato per il campionato del mondo 1958, vi presenziò una volta soltanto, contro la Germania Ovest, giocando da titolare tutti e novanta minuti della gara, terminata per 3-1 in favore degli europei. Il CT Juan Carlos Lorenzo lo escluse poi dalla lista per il campionato del mondo 1962, ma lo incluse in quella per l'edizione successiva del Mondiale, Inghilterra 1966; in tale competizione, però, Rojas non giocò neppure un incontro, in quanto il suo ruolo era appannaggio di Oscar Más. La sua ultima esperienza in Nazionale fu il Campeonato Sudamericano di Uruguay 1967, ove giocò da titolare la maggior parte delle partite: nell'undici di partenza nelle prime due, venne prima escluso dalle seguenti, e poi reinserito in finale (sostituendo all'ottantacinquesimo minuto Juan Carlos Sarnari).

## Palmarès

### Club

#### Competizioni nazionali
- Campionato argentino: 1

Boca Juniors: 1965

### Nazionale
- Taça das Nações: 1

Argentina: 1964